# Погнали!
«Погнали!» (англ. Getaway) — американский боевик с Итаном Хоуком и Селеной Гомес в главных ролях, производства After Dark Films, Dark Castle Entertainment, Silver Reel Productions и Warner Bros. Режиссёр — Кортни Соломон, сценаристы — Грегг Масквелл Паркер и Шон Финеган. Хотя первоначально сообщалось, что экранизация 2013 года будет ремейком фильма 1972 года, позже объявлено, что это будет оригинальная история.
Фильм был выпущен в США 26 августа 2013 года.

## Сюжет
Брент Магна (Итан Хоук) должен сесть за руль автомобиля, стоящего на парковке, и следовать указаниям таинственного человека (Джон Войт), чтобы спасти свою похищенную жену. Во время погони ему помогает девушка (Селена Гомес), которая была владельцем этого бронированного авто (Ford Shelby GT500 Super Snake).

## В ролях
- Итан Хоук — Брент Магна
- Селена Гомес — Малышка
- Джон Войт — Фанат
- Брюс Пейн — загадочный человек
- Пол Фримен — человек (голос)
- Ребекка Бьюдиг — Линн

## Производство
Съёмки начались в мае 2012 года в Софии, Болгария. Съемки возобновились в Атланте, штат Джорджия, в сентябре 2012 года.